# Schlösschen Obermainsbach

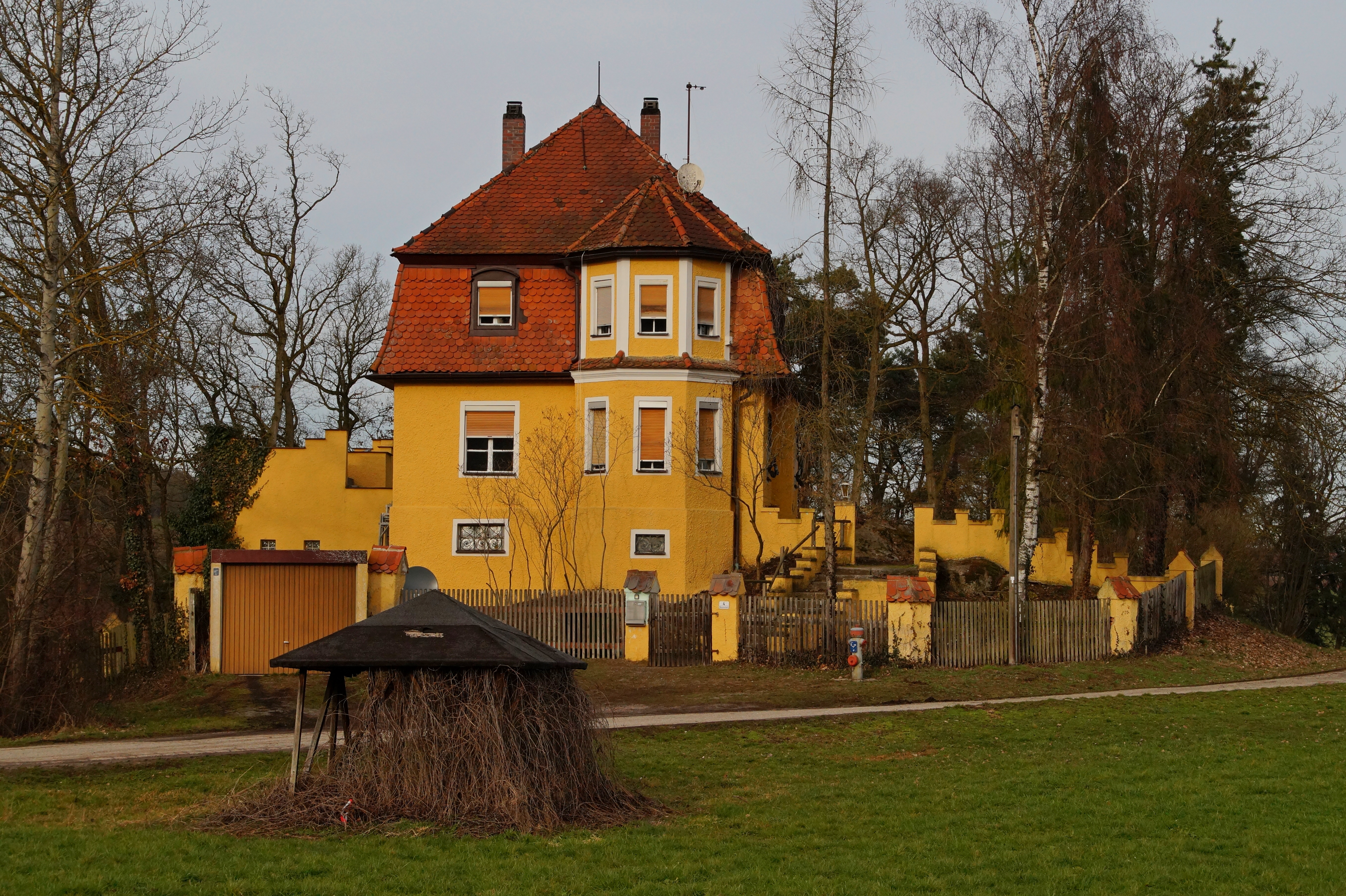
Schlösschen Obermainsbach

Das Schlösschen Obermainsbach liegt in Obermainsbach, einem Ortsteil der oberpfälzischen Stadt Nittenau im Landkreis Schwandorf. Die Anlage wird als Baudenkmal unter der Aktennummer D-3-76-149-55 im Bayernatlas geführt.

## Beschreibung
Das Schlösschen liegt heute Am Steinhügel (Obermainsbach 4). Es ist eigentlich eine Villa, die um 1910 errichtet wurde. Die Villa ist ein zweigeschossiger Mansardwalmdachbau mit einem polygonalen Erker. Aus dieser Zeit stammt auch die zinnenbekrönte Einfriedung. Das Schlösschen wurde ab 2016 renoviert. Das denkmalgeschützte Gebäude steht im Privatbesitz des Freiherrn Erasmus von Fürstenberg.